# Дове (лунный кратер)
Кратер Дове (лат. Dove) — крупный ударный кратер в южном полушарии видимой стороны Луны. Название присвоено в честь прусского физика и метеоролога Генриха Вильгельма Дове (1803—1879) и утверждено Международным астрономическим союзом в 1935 г. 

## Описание кратера

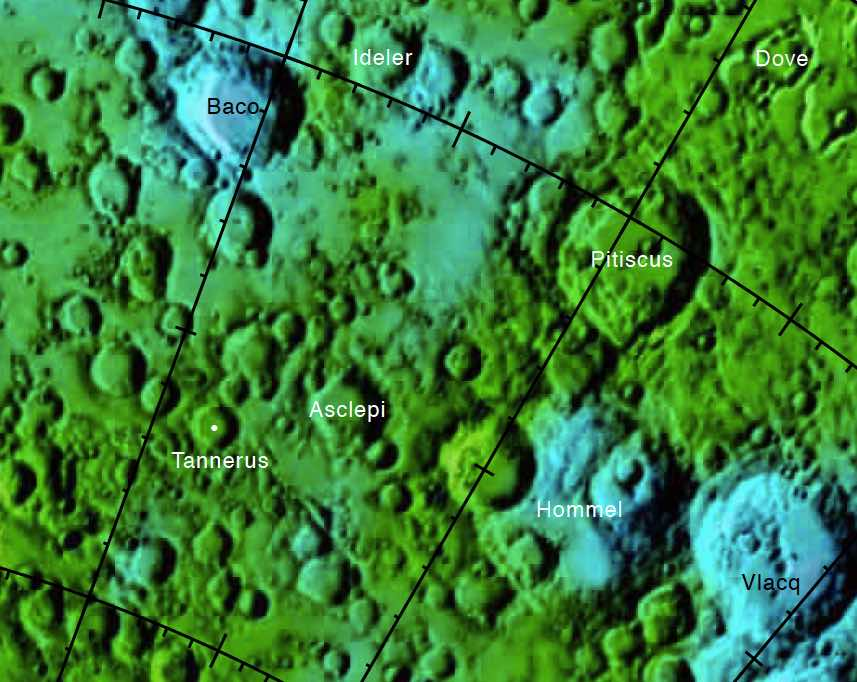
Окрестности кратера Дове. Фрагмент карты области южного полюса Луны.

Ближайшими соседями кратера являются кратер Спалланцани на западе, кратер Николаи на северо-западе, кратеры Локьер и Жансен на востоке, кратер Питиск на юге и кратер Иделер на юго-западе. Селенографические координаты центра кратера 46°50′ ю. ш. 31°25′ з. д. / 46,83° ю. ш. 31,42° з. д., диаметр 30,4 км, глубина 1,74 км.
За время своего существования кратер практически полностью разрушен. Юго-западную часть кратера перекрывает сателлитный кратер Дове C (см. ниже), широкий проход соединяет чаши обоих кратеров. Вал кратера Дове перекрыт несколькими маленькими кратерами, особенно приметна пара в северо-западной и северо-восточной частях вала, южная часть вала перекрыта скоплением маленьких кратеров. Высота вала над окружающей местностью достигает 920 м, объем кратера составляет приблизительно 615 км³. Дно чаши сравнительно ровное, имеет протяженный хребет в восточной части, испещрено множеством мелких кратеров.

## Сателлитные кратеры

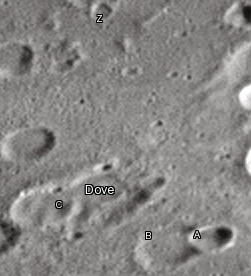
Снимок Девида Кемпбелла.

| Дове | Координаты                                            | Диаметр, км |
| ---- | ----------------------------------------------------- | ----------- |
| A    | 46°59′ ю. ш. 33°28′ в. д. / 46,98° ю. ш. 33,46° в. д. | 12,6        |
| B    | 47°14′ ю. ш. 33°03′ в. д. / 47,23° ю. ш. 33,05° в. д. | 20,9        |
| C    | 47°06′ ю. ш. 30°49′ в. д. / 47,1° ю. ш. 30,82° в. д.  | 21          |
| Z    | 44°32′ ю. ш. 29°11′ в. д. / 44,53° ю. ш. 29,19° в. д. | 7,7         |